# Pittocaulon
Pittocaulon là một chi thực vật có hoa trong họ Cúc (Asteraceae).

## Loài
Chi Pittocaulon gồm các loài: